# Guelmim-Oued Noun
Guelmim-Oued Noun (in arabo: كلميم-وادي نون, in berbero: ⴳⵍⵎⵉⵎ-ⵡⴰⴷ ⵏⵓⵏ) è una delle dodici regioni del Marocco, nel Sahara occidentale, in vigore dal 2015.
La regione comprende le prefetture e province di:
- provincia di Assa-Zag
- provincia di Guelmim
- provincia di Sidi Ifni
- provincia di Tan-Tan